# Aigle de Wallace
Nisaetus nanus
Espèce
Synonymes
- Spizaetus nanus Wallace, 1868 (protonyme)

Statut de conservation UICN

 VU A2c+3c+4c : Vulnérable
Statut CITES
L'Aigle de Wallace (Nisaetus nanus) est une espèce d'oiseaux de la famille des Accipitridae.

## Répartition
Cette espèce vit au Brunei, en Indonésie, en Malaisie, en Birmanie et en Thaïlande.

## Description

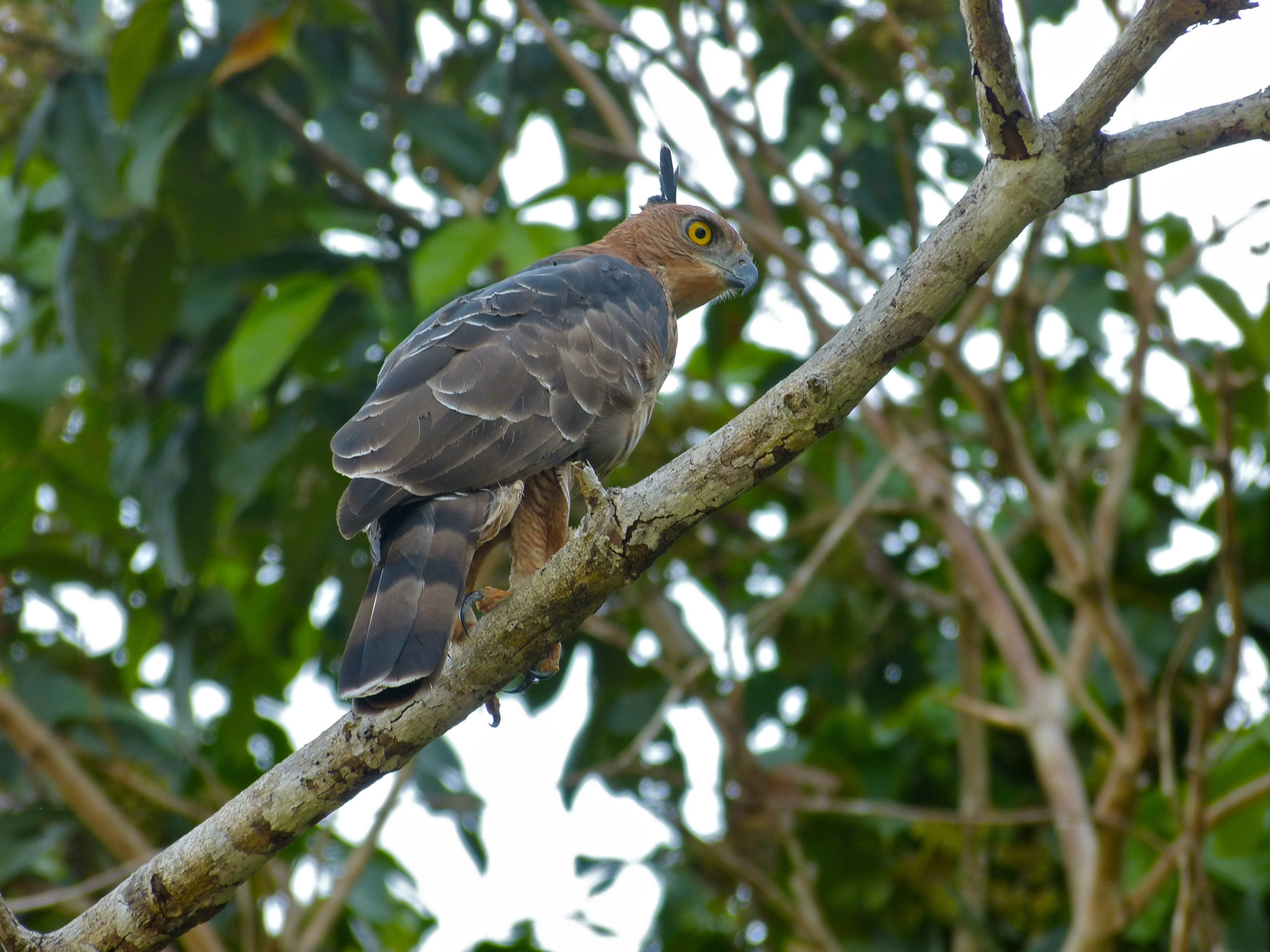
Aigle de Wallace (Sabah, Malaisie)

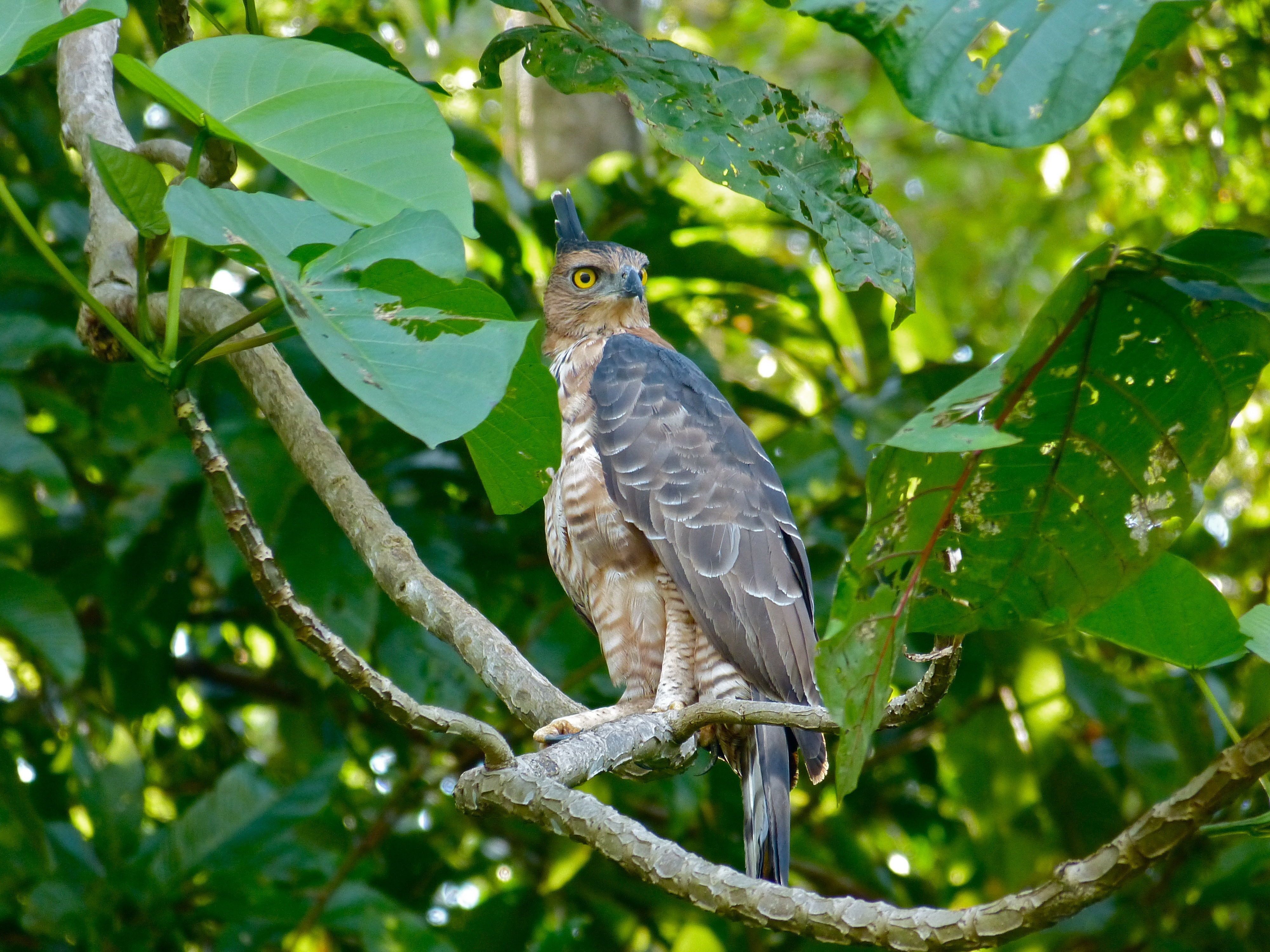
Aigle de Wallace (Sabah, Malaisie)

## Sous-espèces
D'après la classification de référence (version 14.1, 2024) de l'Union internationale des ornithologues, l'Aigle de Wallace possède 2 sous-espèces (ordre philogénique) :
- Nisaetus nanus nanus (Wallace, 1868) ;
- Nisaetus nanus stresemanni (Amadon, 1953).